# Duquende
Juan Rafael Cortés Santiago, conocido como Duquende (n. Sabadell, 1965) es un cantaor español de flamenco. Fue cantaor oficial en las giras de Paco de Lucía durante casi 20 años.

## Carrera artística
Cuando tenía Duquende 8 años, Camarón de la Isla lo invitó a debutar en los escenarios y lo acompañó él mismo a la guitarra. Su actuación tuvo tal impacto que fue solicitado por los promotores y por casas discográficas, pero sus padres se opusieron a que se dedicara profesionalmente a la música a tan temprana edad. 
En 1988 grabó su primer disco Fuego, primo, fuego (Jercar). Publicó en 1993 Duque y la guitarra de Tomatito y ya en el año 2000, bajo la batuta de Isidro Muñoz, Samaruco.
Desde 1992, Duquende inicia una brillante carrera que le ha llevado a producirse en recital en los más importantes teatros y auditorios españoles como el Palacio de la Música de Barcelona, Auditorio Nacional de Música de Madrid, Palacio de la Música de Valencia, Auditorio de Zaragoza, Auditorio Manuel de Falla de Granada, el Teatro Lope de Vega y el Teatro Central de Sevilla, entre otros. 
En 1996 se convirtió en el primer cantaor invitado a dar un recital en el Theâtre des Champs Élysées, y desde entonces actúa en él de forma regular. En diciembre de 1998 actuó acompañado a la guitarra por Tomatito. Su última actuación en este prestigioso teatro fue en febrero de 2001, coincidiendo con la edición en Francia de su disco "Samaruco". 
Entre sus actuaciones más recientes, cabe destacar la presentación de su nuevo disco en el Teatro Bellas Artes de Madrid y su debut en solitario en EE. UU., con actuaciones en Santa Fe de Nuevo México y en el Central Park de Nueva York. 
Participó en la película Flamenco de Carlos Saura. 
Con Duquende han colaborado grandes guitarristas del flamenco actual como Juan Habichuela, Tomatito, Juan Manuel Cañizares, Moraíto Chico, y Vicente Amigo. En la actualidad actúa junto al guitarrista José Carlos Gómez. Paco de Lucía, quien le eligió como cantaor para acompañarle en las giras internacionales de su grupo, ha declarado sobre él: «En Barcelona tenéis un monstruo, Duquende, que posee la magia del cante, inspiración y técnica».
Su discografía incluye varios discos. Samaruco cuenta con la dirección musical de Isidro Muñoz y la colaboración de guitarristas como Juan Manuel Cañizares y Paco de Lucía. Tras cinco años de trabajo en proyectos como Qawwali Jondo junto al cantante pakistaní Faiz Ali Faiz, vuelve al estudio para grabar Mi forma de vivir con Chicuelo en la producción, editado a finales de 2005. Meses después, verá la luz un directo grabado en el Cirque d'hiver de París. En 2013 publica su nuevo disco Rompecabezas.

## Discografía
- Soy el duende (1988) (Divucsa).
- A mi aire (1989) (Divucsa).
- Duquende con Manzanita (1990) (Divucsa).
- Duquende y la guitarra de Tomatito (1993) (Nuevos Medios).
- Samaruco (2000) (Universal), con las guitarras de Paco de Lucía y Juan Manuel Cañizares, a la percusión Tino di Geraldo, al bajo Carles Benavent.
- Mi forma de vivir (2005) (K-Industria), con Chicuelo y Niño Josele a la guitarra.
- Qawwali Flamenco (CD+DVD, 2006) (Accords Croisés), producción que inicia en 2003 junto a Miguel Poveda y Faiz Ali Faiz, con Chicuelo a la guitarra.
- Mi forma de vivir (2006)
- Live in Cirque d´Hiver - París (2007) (Flamenco Producción), en directo desde París siguiendo los pasos de la experiencia del maestro Camarón de la Isla, quien precisamente descubre a Duquende a los 9 años de edad. Disco grabado en directo en ese escenario parisino acompañado por la guitarra de Juan Gómez "Chicuelo" y el cajón de Isaac el Rubio.
- Rompecabezas (2012), producido por Pepe de Lucía

## Colaboraciones
- Juan Carmona (Borboreo, 1996 y Caminos nuevos, 2000)
- Juan Gómez "Chicuelo" (Cómplices, 2000)
- Paco de Lucía (Luzia, 1998;  EnVivo,  2011).
- Jabier Muguruza (Konplizeak, 2007).
- Vicente Amigo (Vivencias imaginadas,1995).